# Héliostat

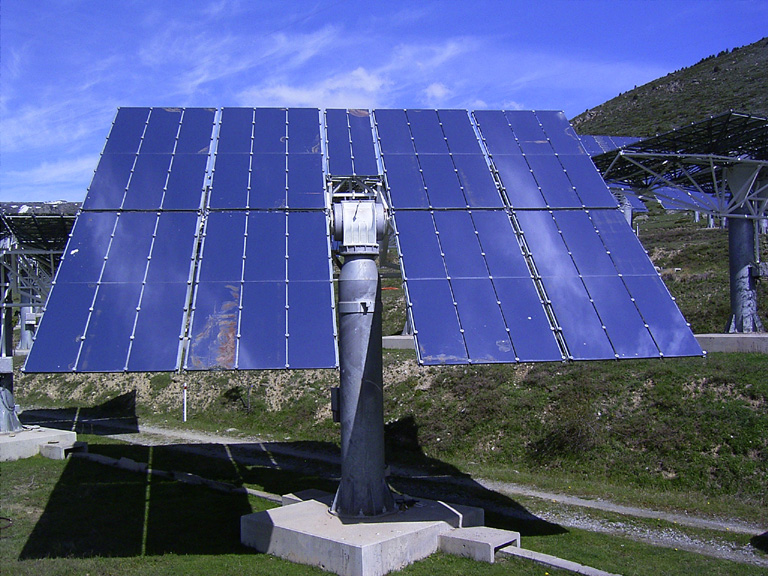
Un héliostat de la centrale solaire de THEMIS.

Un héliostat (de helios, mot grec signifiant Soleil, et stat, racine de stationnaire) est un dispositif permettant de suivre la course du Soleil, généralement pour orienter toute la journée les rayons solaires vers un point ou une petite surface fixe, à l’aide de miroirs.

## Histoire
La plus ancienne mention d’un héliostat se trouve dans un livre datant de 1742 du physicien néerlandais Willem Jacob ’s Gravesande mais ce dernier n’en est pas l’inventeur. La rotation du miroir de l’héliostat est assurée par un mécanisme d’horlogerie.

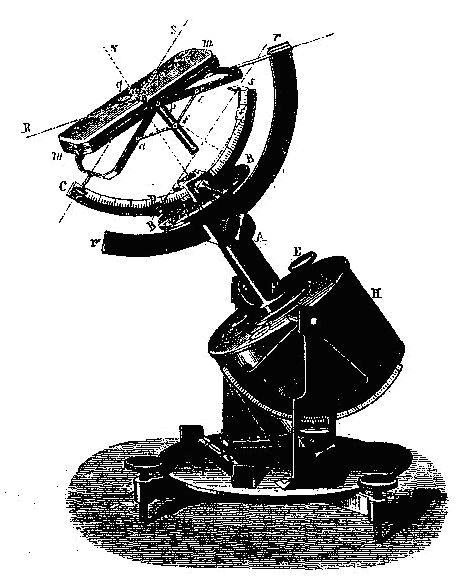
Schéma d'un héliostat

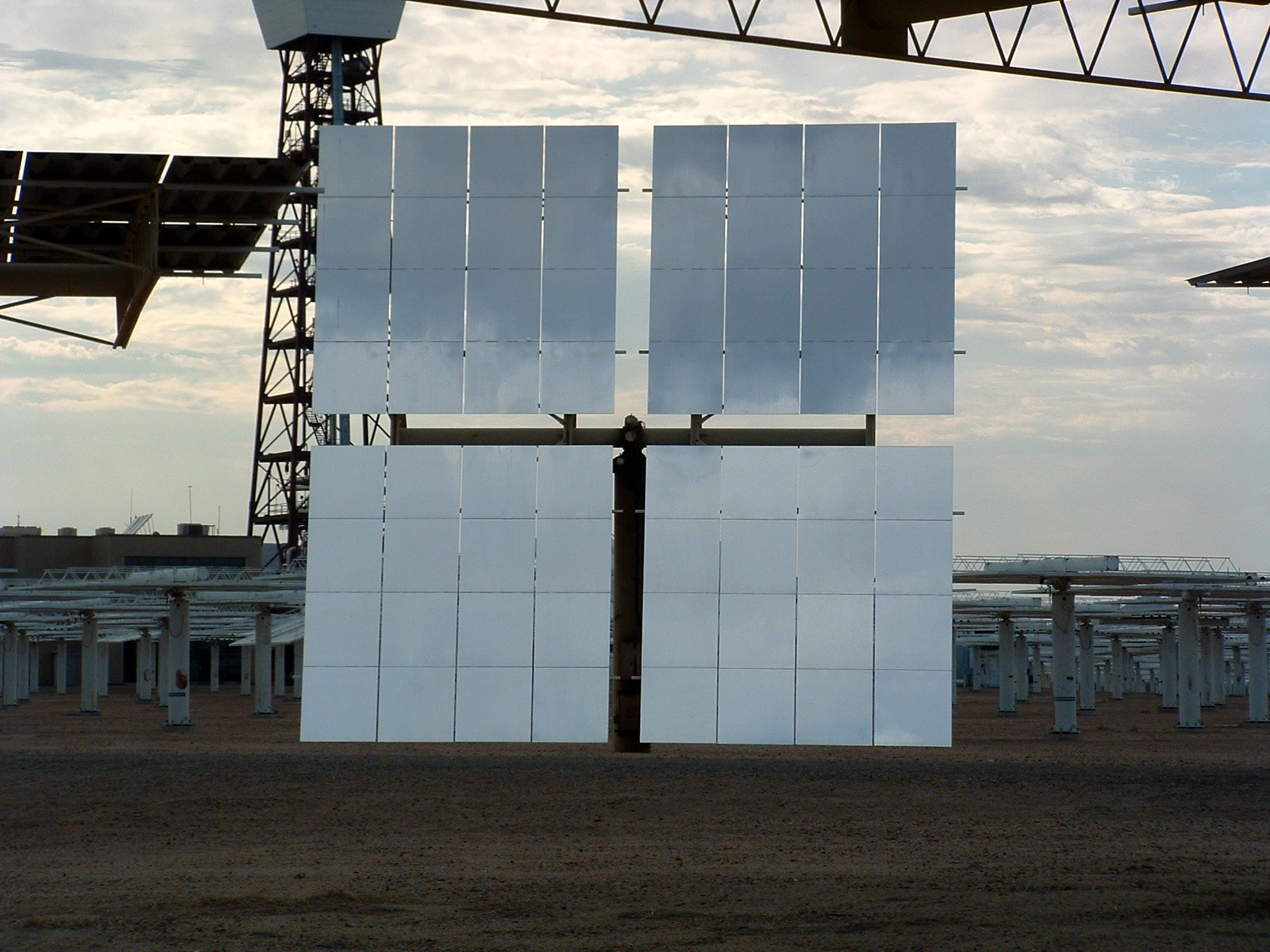
Héliostat de la centrale solaire thermoélectrique Solar Two (Californie).

L’héliostat a été perfectionné par plusieurs personnes, dont le physicien français Jean Thiébault Silbermann.
Léon Foucault pensa à regarder les étoiles avec un dispositif semblable (muni d’un miroir plan de qualité, que l’on commençait à savoir fabriquer) qu’il appela sidérostat. L’idée était d’explorer le ciel avec de grands instruments fixes afin de réduire les coûts et les difficultés techniques (coupole, monture équatoriale, etc.).

## Utilisations

### Centrales solaires thermiques
L’héliostat se rencontre dans diverses installations utilisant l’énergie solaire, notamment les centrales solaires thermiques à concentration.
Dans un premier temps c’est l’énergie lumineuse qui a été utilisée, notamment dans les laboratoires d’optique où était étudiée la composition de la lumière du Soleil. Pour cela, l’héliostat était placé à l’extérieur et renvoyait les rayons lumineux dans la pièce où les expériences étaient réalisées. Lorsque le laboratoire se trouvait dans un étage, une corniche était aménagée pour y placer l’héliostat.
Un aspect plus pratique de l’utilisation de la lumière naturelle est également d’apporter cette dernière dans des lieux qui en sont dépourvus (par exemple masqués par un bâtiment ou des tunnels de l’Autoroute italienne A6 dans son parcours montagneux).
L’héliostat est également utilisé dans les centrales solaires où plusieurs héliostats, appelés champs d’héliostats et fonctionnant de concert sont utilisés. Un champ d’héliostats fait converger les rayons lumineux vers un même point, concentrant ainsi la lumière. Un exemple en France en est la centrale solaire Thémis qui, après avoir fonctionné de 1983 à 1986, fait l’objet d’une nouvelle expérimentation depuis 2008.

### Lumière hivernale
Certains villages encaissés comme Viganella ou Rjukan ont placé des héliostats sur les hauteurs pour amener de la lumière solaire sur une place publique au cœur de l'hiver.